# ディスタンス (flumpoolの曲)
『ディスタンス』は、flumpoolの楽曲。2021年5月26日に20枚目のシングルとしてA-Sketchから発売された。

## 概要
前作『素晴らしき嘘』から約1年3か月ぶりのシングルリリースとなる。
表題曲は、フジテレビ系『めざまし8』2021年6月度エンディングテーマとなっている。
カップリングには、テレビアニメ『セブンナイツ レボリューション -英雄の継承者-』オープニングテーマとなっている「フリーズ」、2020年12月にデジタルシングルとしてリリースされていた「大丈夫」が収録されている。

## 収録曲
| 全作詞: 山村隆太。 |                  |           |                    |          |      |
| #                  | タイトル         | 作詞      | 作曲               | 編曲     | 時間 |
| 1.                 | 「ディスタンス」 | 山村隆太  | 阪井一生、UTA      | UTA      | 3:34 |
| 2.                 | 「フリーズ」     | 山村隆太  | 阪井一生           | 百田留衣 | 4:10 |
| 3.                 | 「大丈夫」       | 山村隆太  | 山村隆太、多保孝一 | 多保孝一 | 3:58 |
| 合計時間:          | 合計時間:        | 合計時間: | 合計時間:          | 11:42    |      |

| #  | タイトル                                                                                                  | 作詞 | 作曲・編曲 |
| -- | --- | ---- | ---------- |
| 1. | 「ディスタンス (Montage)」                                                                                |      |            |
| 2. | 「「フリーズ」 TVアニメ 『セブンナイツ レボリューション -英雄の継承者-』 Opening Movie (ノンクレジット)」 |      |            |
| 3. | 「大丈夫 (Lyric Video) (extended ver.)」                                                                  |      |            |